# Andalo
Andalo (Dialekt: Ándel) ist eine italienische Gemeinde (comune) mit 1189 Einwohnern (Stand 31. Dezember 2023) in der Provinz Trient, Region Trentino-Südtirol. Andalo ist Verwaltungssitz der Talgemeinschaft Comunità della Paganella.

## Etymologie
Der Name stammt nach Umwandlungen aus dem vorrömischen *anda ab, letzteres leitet sich wiederum von *ganda ab, was in etwa Bergrutsch bedeutet. Er wurde ursprünglich als Flurname verwendet und ist als Ortsname erst jüngeren Ursprungs und mit der Bildung der Gemeinde verbunden. Als Flurname wurde Andalo erstmals 1215 urkundlich erwähnt. Linguistisch gehört Andalo zum Nonstal. Das deutsche Exonym lautet Andel.

## Geographie
Die Gemeinde liegt in Luftlinie etwa 13 km nordwestlich von Trient auf einem Sattel zwischen der Brenta-Gruppe und der Paganella auf 1040 m s.l.m. Am nördlichen Ortsrand von Andalo liegt der gleichnamige kleine Karstsee Lago di Andalo. Teile des Gemeindegebiets befinden sich im Naturpark Adamello-Brenta.

## Geschichte
Der Ortskern ist mittelalterlichen Ursprungs und bestand früher aus 13 Höfen (Bortolon, Cadìn, Casa Nova, Clamer, Dos, Fovo, Ghezzi, Melchiori, Monech, Pegorar, Perli, Ponte und Toscana). Dieser Umstand ist heute nur noch teilweise sichtbar, da die Höfe im Zuge der urbanistischen Entwicklung jüngerer Zeit zusammenwuchsen. Lediglich der Pegorar-Hof ist noch heute etwas abseits.
Im Jahr 1928 wurde Andalo Teil der vergrößerten Gemeinde Molveno, 1947 wurde diese Eingemeindung wieder rückgängig gemacht.

### Tourismus
Ab etwa der Mitte des 20. Jahrhunderts kam es zu einer beträchtlichen touristischen Entwicklung des Ortes. Die Nähe zu mehreren wichtigen Skigebieten machten Andalo zu einem der am häufigsten besuchten Ausflugsziele des Trentino in der Wintersaison. Im Skigebiet Paganella fand bereits einige Male das Alpine Rockfest statt, welches das höchstdotierte Skirennen der Welt mit einem Rockkonzert verbindet.

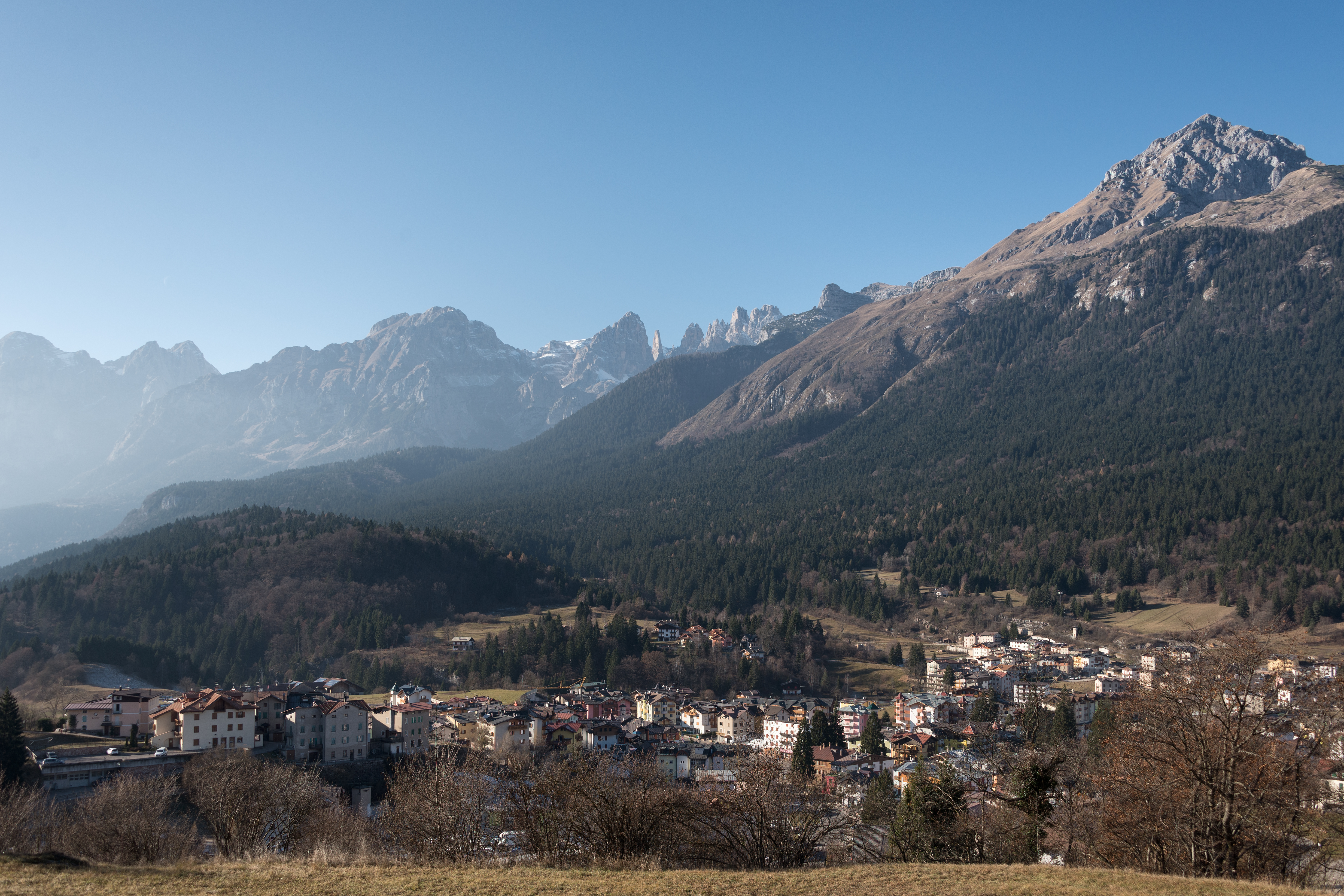
Andalo mit der Brentagruppe im Hintergrund
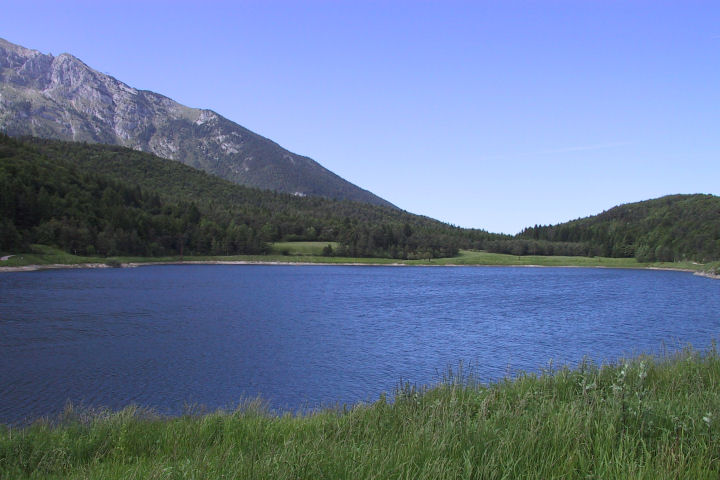
Lago di Andalo
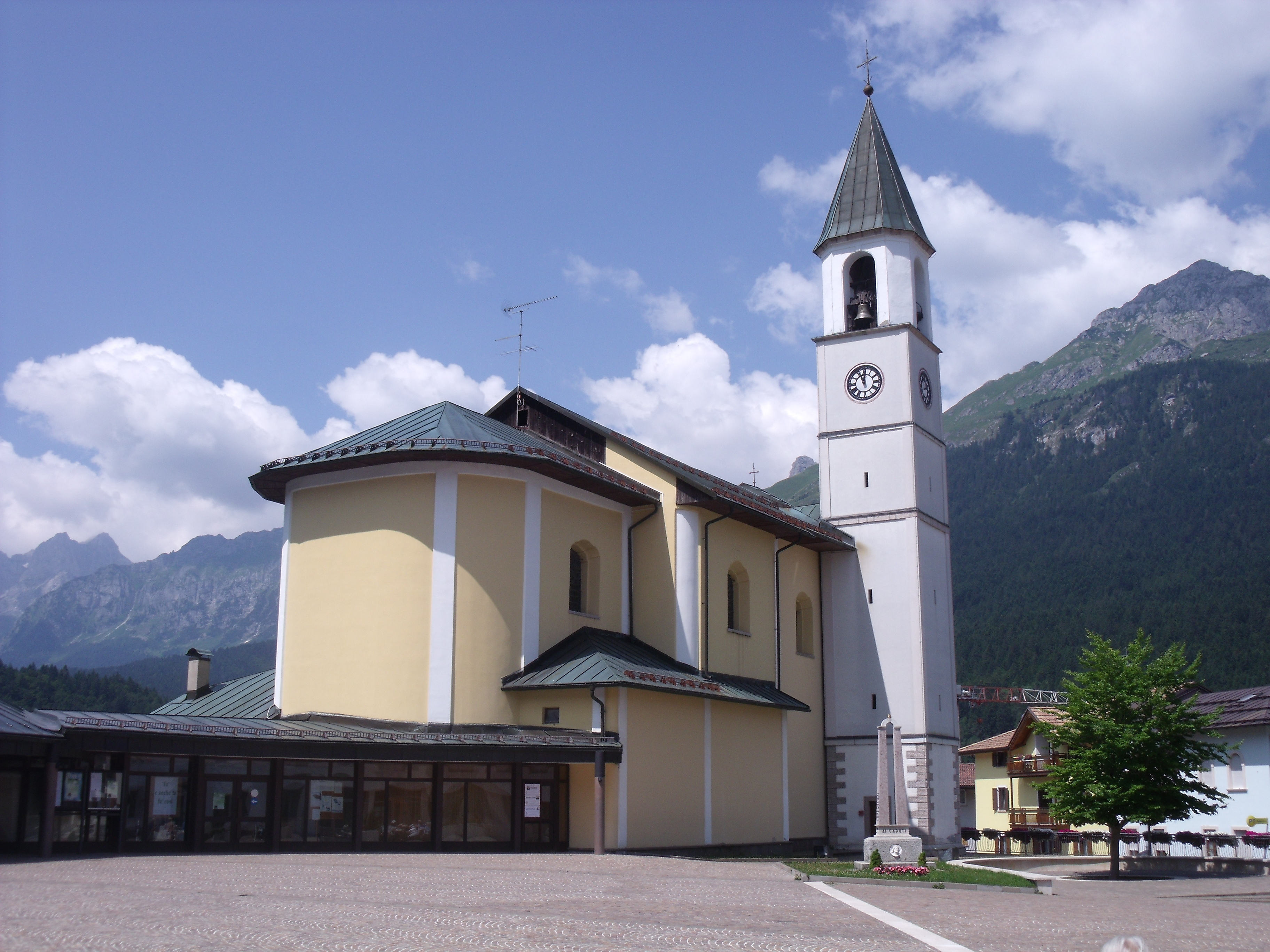
Kirche Santi Vito, Modesto e Crescenzia
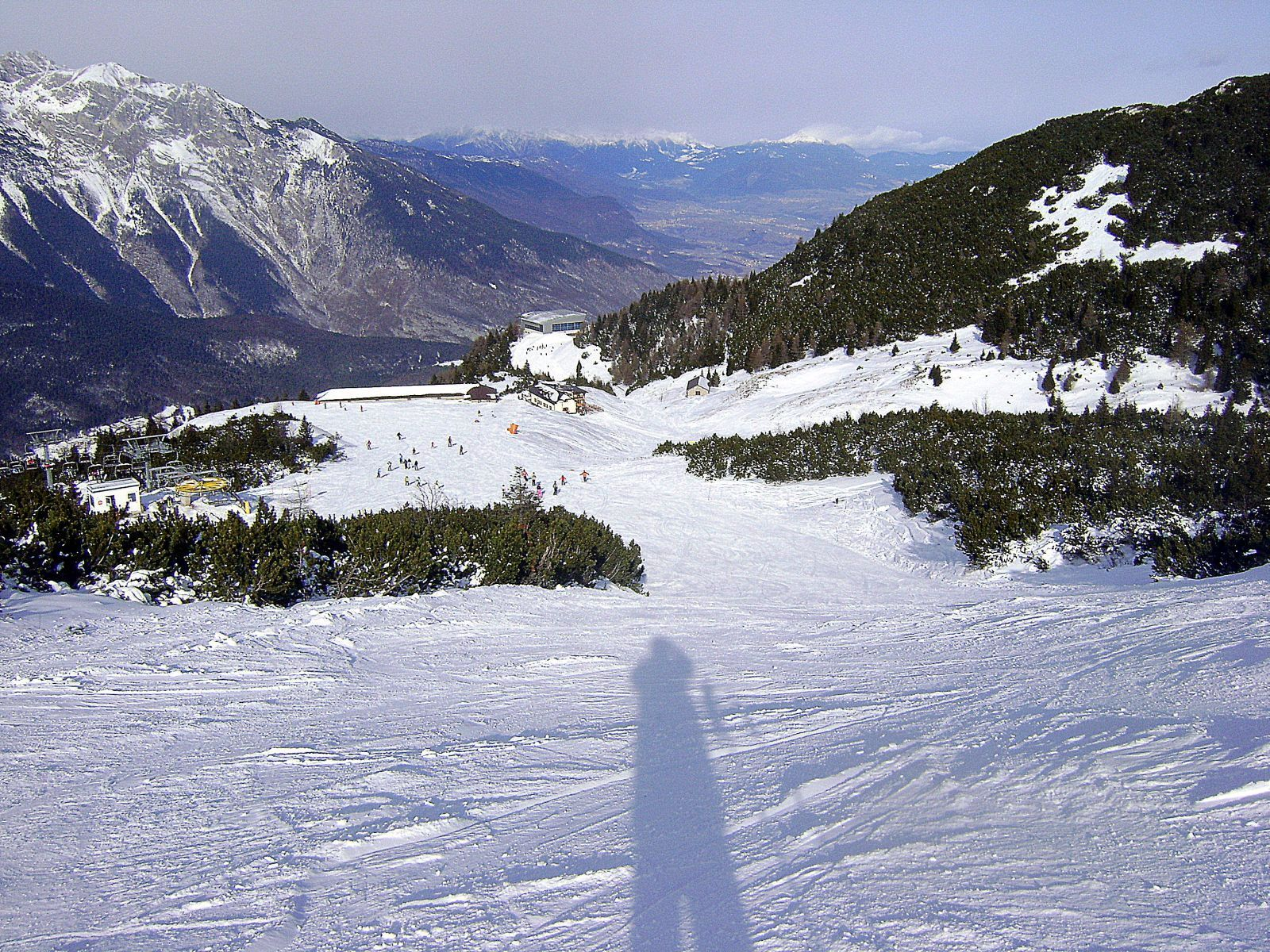
Skigebiet Andalo

## Verkehr
Durch Andalo führt die Strada Statale 421 dei Laghi di Molveno e Tenno, die das Nonstal mit dem Gardasee verbindet.